# Archboldia papuensis
Archboldia papuensis е вид птица от семейство Ptilonorhynchidae. Видът е почти застрашен от изчезване.

## Разпространение
Видът е разпространен в Индонезия и Папуа Нова Гвинея.